# Île Notre-Dame (Paris)
Pour les articles homonymes, voir Île Notre-Dame (homonymie).
L'île Notre-Dame est une ancienne île de la Seine à Paris, en France.

## Histoire

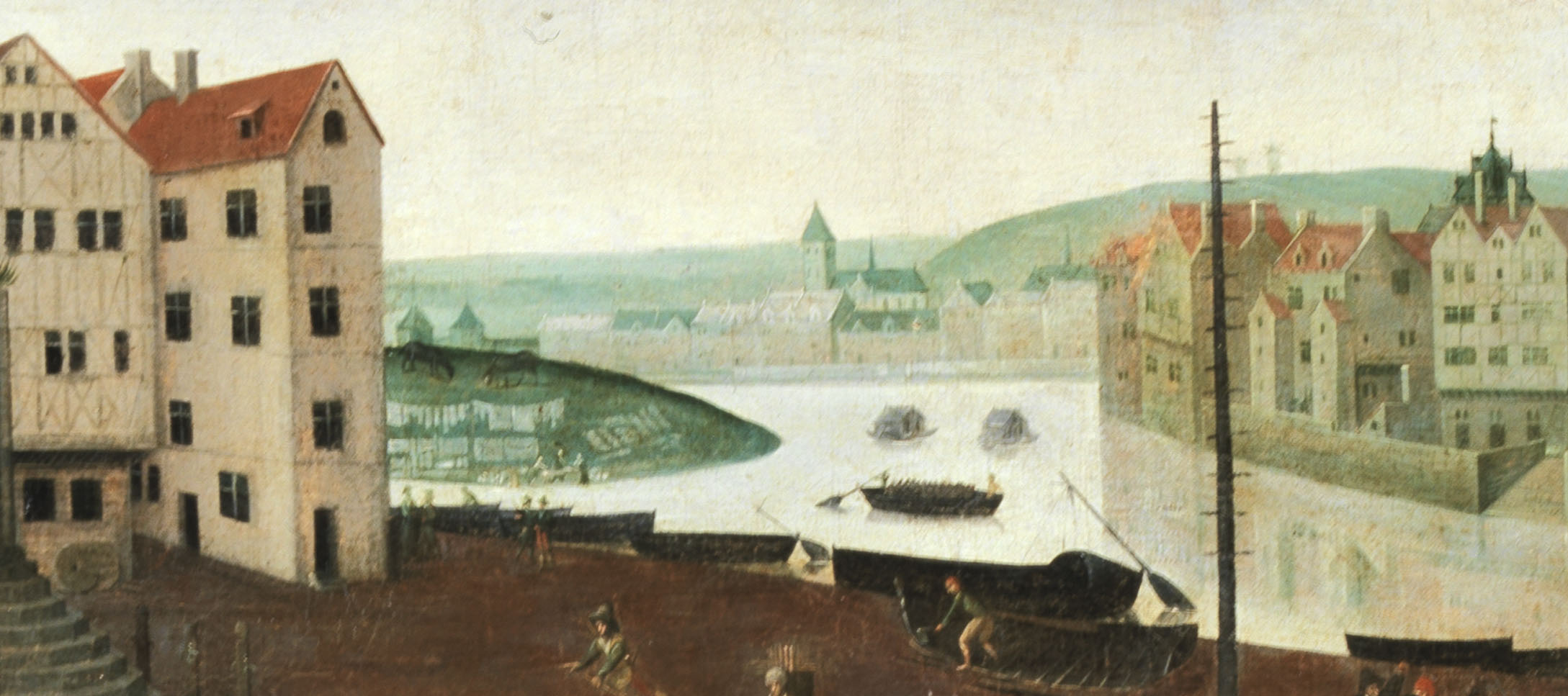
À gauche sur l'image, l'île Notre-Dame (ie partie occidentale de l'île Saint-Louis actuelle) en 1590 ou 1593 ; à cette époque l'île n'est pas encore lotie. - (Musée Carnavalet)

L'île Notre-Dame, actuelle île Saint-Louis, tire son nom de la donation par Charles le Chauve aux chanoines et à l'évêque de Paris. En 1356-1359, l'île fut séparée  en deux par un chenal  pour permettre le passage d'une chaine coupant la Seine la nuit. En amont se trouvait l'île aux Vaches et en aval l'île Tranchée qu'on continua à appeler aussi île Notre-Dame. L'île Notre-Dame fut réunifiée en 1614, lors de l'opération d'urbanisation de l'actuelle île Saint-Louis.
C'est dans l’île que Louis IX fait chevalier son fils le futur Philippe III le Hardi avant leur départ pour la huitième  croisade.